# Алімарданова Анна Іванівна
 Алімарданова Анна Іванівна (до шлюбу — Рогович), 6 травня 1991, Коломийський район, Івано-Франківська область) — українська та азербайджанська боксерка, бронзова призерка Європейських ігор з боксу серед жінок.
Батько, а також її тренер — Ющенко Іван Іванович, засл. тренер України з боксу.
Сестра — Сидор Яна Олексіївна (до шлюбу — Зав'ялова), теж боксерка, призерка чемпіонатів світу, Європи та Європейських ігор 2015.

## Спортивна кар'єра
Анна Рогович прийшла в бокс у десятирічному віці завдяки старшій сестрі Яні. Двічі ставала першою на чемпіонаті України серед юніорок. 2010 року на свій день народження завоювала золото чемпіонату України в категорії до 54 кг і потрапила до складу збірної України на чемпіонат світу 2010.
На чемпіонаті світу програла в першому бою досвідченій росіянці Олені Савельєвій.
Того ж року перемогла на Кубку України, а потім в олімпійській категорії до 51 кг — на Всеукраїнських студентських іграх.
Втім, потрапити ні на чемпіонат Європи 2011, ні на чемпіонат світу 2012, де розігрувалися олімпійські ліцензії, Анні Рогович не вдалося.
Наприкінці 2013 року Анні, що на той час була триразовою чемпіонкою України і яка одружилася з уродженцем Азербайджану та взяла прізвище Алімарданова, та її сестрі Яні Сидор, що була семиразовою чемпіонкою України, запропонували виступати за збірну Азербайджану, на що вони обидві відповіли згодою.
Вже у квітні 2014 року сестри стали переможцями міжнародного турніру пам'яті 68 героїв-ольшанців, що проходив у Миколаїві, під прапором Азербайджану.
На чемпіонаті світу 2014 в категорії до 54 кг Анна Алімарданова перемогла двох суперниць, а у чвертьфіналі програла Айзе Таз (Туреччина).
На Європейських іграх 2015 перемогла у першому бою чемпіонку світу 2014 Станимиру Петрову (Болгарія), а у півфіналі програла Олені Савельєвій і отримала бронзову медаль.
На чемпіонаті світу 2016, на якому розігрувалися олімпійські ліцензії, перемогла у першому бою Вірджинію Фукс (США), а в другому програла Ніколі Адамс (Велика Британія) і не потрапила на Олімпійські ігри 2016.
На чемпіонаті Європи 2016 перемогла трьох суперниць, програла у фіналі Станимирі Петровій (Болгарія) і отримала срібну медаль.